# EBS 2TV
EBS 2TV(EBS 제2텔레비전, 교육방송 2)는 대한민국의 지상파 방송사인 EBS가 운영하는 공중파 텔레비전 방송 채널이다.

## 특징
- 2015년 2월 11일에 개국을 했다. 광고방송(상업광고방송)은 내보내지 않는다.[1] KBS 1TV와 공익광고방송을 제외한 광고방송(상업광고방송)을 하지 않는 채널이다. 광고방송(상업광고방송)이 없는 채널이다.[2] 고정번호는 채널 10-2번이다.

## 시간
- 방송 시간: 매일 오전 6시 ~ 다음날 새벽 1시 전후[3]

## 연혁
- 2015년 2월 5일 : 지상파 다채널방송(MMS) 시험방송 시작.
- 2015년 2월 11일 : EBS 2TV 개국 및 디지털 텔레비전 방송 개시.[4]
- 2015년 2월 13일 : CJ헬로비전과 티브로드에 매개, C&M, 현대HCN, CMB 등을 포함한 케이블TV 사업자들이 재송신하기로 합의하였다.[5]
- 2015년 4월 1일 : 케이블TV 재송신 개시.[6]
- 2015년 11월 21일 : 올레 TV (KT IPTV)에서 EBS 2TV 재송신 개시
- 2015년 12월 10일 : B TV (SK브로드밴드 IPTV)에서 EBS 2TV 재송신 개시
- 2015년 12월 14일 : U+ TV (LG유플러스 IPTV)에서 EBS 2TV 재송신 개시[7][8]
- 2016년 2월 11일 : EBS2 개국 1주년.
- 2017년 7월 24일 : 우면동, 도곡동 시대를 마감하고 방송사 신청사 이전 서울특별시 서초구 우면동 및 서울특별시 강남구 도곡동 → 경기도 고양시 일산동구 장항동 한류월드 신사옥 이전
- 2017년 7월 31일 : 우면동, 도곡동 사옥 정비기간 마감.
- 2017년 8월 7일 : 우면동, 도곡동 시대를 마감하고 방송사 신청사 이전 준공 서울특별시 서초구 우면동 및 서울특별시 강남구 도곡동 → 경기도 고양시 일산동구 장항동 한류월드 신사옥 이전 준공
- 2025년 2월 11일 : EBS2 개국 10주년

## 프로그램

#### 영어
- 매일 10분 영어
- 왕초보 영어
- Magic Ice Cream Truck
- 영어 스토리 타임
- 수퍼두퍼 잉글리시
- Reaby Steaby Wiggle
- Sesame Street
- EBSe 생활영어
- EBSe 영어뉴스
- English 서바이벌

#### 초 · 중등 학습
- EBS 초등방학생활[9]
- 즐거운 수학 EBS MATH

#### 교양 · 교육 · 영화 · 다문화 · 오락 · 통일
- 세계의 비밀 수호대 번개맨
- EBS 평생학교
- 다문화 고부 열전
- 직업탐구 별일입니다 3
- EBS 비즈니스 리뷰
- EBS 비즈니스 리뷰 원데이스쿨
- 과학할 고양
- 만국 견문록
- 정글 플래닛
- 지구탐사 이야기
- 우주탐사 이야기
- 인물사담회
- 클래스 e
- 생각의 열쇠 천 개의 키워드
- 한자로 통하는 삼국지
- 세계견문록 아틀라스
- 최고의 요리비결
- 오구오구 내 새끼
- 건축탐구 - 집
- 밥로스의 그림을 그립시다
- 곽준빈의 세계 기사식당
- 귀하신 몸

#### 어린이 · 애니메이션
- 한글용사 아이야
- 플루갈스의 지구탐험
- TV유치원
- 예술아 놀자
- 개구쟁이 조이
- 방귀대장 뿡뿡이
- 허풍선이 미술쇼
- 페파피그
- 드래곤 길들이기
- 레인보우 버블잼
- 뭐든지 뮤직박스
- 빅 블루
- 최고다! 호기심딱지

## 방송 시간
|                            | 0 | 1    | 2    | 3    | 4    | 5    | 6 | 7 | 8 | 9 | 10 | 11 | 12 | 13 | 14 | 15 | 16 | 17 | 18 | 19 | 20 | 21 | 22 | 23 | 비고 |
| -------------------------- | - | ---- | ---- | ---- | ---- | ---- | - | - | - | - | -- | -- | -- | -- | -- | -- | -- | -- | -- | -- | -- | -- | -- | -- | ---- |
| 월요일                     | ● | ○(●) | ○    | ○    | ○(●) | ○    | ● | ● | ● | ● | ●  | ●  | ●  | ●  | ●  | ●  | ●  | ●  | ●  | ●  | ●  | ●  | ●  | ●  |      |
| 화요일                     | ● | ○    | ○    | ○(●) | ○    | ○    | ● | ● | ● | ● | ●  | ●  | ●  | ●  | ●  | ●  | ●  | ●  | ●  | ●  | ●  | ●  | ●  | ●  |      |
| 수요일                     | ● | ○    | ○(●) | ○    | ○    | ○    | ● | ● | ● | ● | ●  | ●  | ●  | ●  | ●  | ●  | ●  | ●  | ●  | ●  | ●  | ●  | ●  | ●  |      |
| 목요일                     | ● | ○(●) | ○(●) | ○    | ○(●) | ○    | ● | ● | ● | ● | ●  | ●  | ●  | ●  | ●  | ●  | ●  | ●  | ●  | ●  | ●  | ●  | ●  | ●  |      |
| 금요일                     | ● | ○(●) | ○    | ○(●) | ○    | ○(●) | ● | ● | ● | ● | ●  | ●  | ●  | ●  | ●  | ●  | ●  | ●  | ●  | ●  | ●  | ●  | ●  | ●  |      |
| 토요일                     | ● | ○(●) | ○    | ○    | ○    | ○(●) | ● | ● | ● | ● | ●  | ●  | ●  | ●  | ●  | ●  | ●  | ●  | ●  | ●  | ●  | ●  | ●  | ●  |      |
| 일요일                     | ● | ○(●) | ○(●) | ○    | ○    | ○(●) | ● | ● | ● | ● | ●  | ●  | ●  | ●  | ●  | ●  | ●  | ●  | ●  | ●  | ●  | ●  | ●  | ●  |      |
| ● 방송중, ○ 방송종료(정파) |   |      |      |      |      |      |   |   |   |   |    |    |    |    |    |    |    |    |    |    |    |    |    |    |      |

## 참고 사항
- 매년 10월 9일 한글날에 맞아 교육방송 2 이라고 한글로 표시했다.

## 같이 보기
- KBS 1TV
- KBS 2TV
- KBS NEWS D